# Lenkei Zoltán
Lenkei Zoltán, született Schönwald (Tiszanána, 1875. október 22. – Budapest, 1934. június 23.) színész, színházigazgató. Lenkei György és Lenkei Erzsi testvére.

## Életútja
Schönwald Ferenc és Steiner Szidónia (1860–1929) fia. 1893. április 28-án lépett színi pályára, ifj. Polgár Károlynál. Három évig volt Makó Lajos titkára volt, innen Krecsányi Ignác szerződtette 1898-ban, akinél hét évet töltött. 1903-ban Schönwald családi nevét Lenkeire változtatta. 1904. október 15-én a Vígszínház titkára lett. 1904. december 6-án Budapesten, a Terézvárosban feleségül vette a nála hét évvel fiatalabb Weisz Margitot, Weisz Adolf és Weber Rozália lányát, azonban 1906-ban elváltak. 1914. október 1-től 1916-ig Debrecenben működött. 1916-ban az első világháború alatt felmentést kapott és az aradi színházhoz szerződött, ahol 1917 májusáig működött, 1917 júniusától a Faludi Gábor igazgatósága alatti Városi Színház szerződtette. 1919. szeptember 22-én Budapesten házasságot kötött a nála 18 évvel fiatalabb Folkman Ilonával, Folkman Ignác és Náthán Szidónia lányával. 1921-ben a Városi Színházat az állam vette bérbe, ekkor őt nevezték ki igazgatónak, ahonnan 1924. december havában megvált. 1925. január 1-jén nyugalomba vonult, majd ez év szeptember havában a Magyar Színház főpénztárosának szerződtette. 1929. szeptember havában a Belvárosi Színház szerződtette gazdasági főnöknek, majd 1932–34-ben a Magyar Színházban működött ugyanebben a minőségben. 1934-ben öngyilkosságot követett el.